# Week End Husbands
Week End Husbands er en amerikansk stumfilm fra 1924 instrueret af Edward H. Griffith.

## Medvirkende
- Alma Rubens som Barbara Belden
- Holmes Herbert som William Randall
- Montagu Love som Thomas Mowry
- Maurice Costello som John Keane
- Sally Crute som Mrs. Dawn
- Charles Byer som Robert Stover
- Paul Panzer som Monsieur La Rue
- Margaret Dale som Mrs. Sarah Belden